# (87684) 2000 SY2
(87684) 2000 SY2 est un astéroïde Aten, également aréocroiseur, cythérocroiseur et herméocroiseur, classé comme potentiellement dangereux. Il fut découvert par LINEAR à Socorro le 20 septembre 2000.